# Literaturgesellschaft Neues Japan
Die Literaturgesellschaft Neues Japan (jap. 新日本文学会, Shin Nihon Bungakukai) war zwischen 1945 und 2005 ein Verband japanischer Schriftsteller.

## Chronik

### Gründung
Als 1945 der Pazifikkrieg durch die Niederlage Japans beendet war, entstand eine Bewegung, die nach einem neuen Leitbild für die japanische Literatur suchte und die von Autoren, die in die frühere proletarische Literaturbewegung involviert waren, gegründet wurde und deren Meinungsäußerung während des Krieges unterdrückt worden war. Es war klar, dass diese Literaturbewegung eine eigene Organisation brauchte und Autoren wie Kurahara Korehito, Nakano Shigeharu und Miyamoto Yuriko riefen zur Beteiligung an einer neuen Literaturgruppe auf. Im Dezember 1945 erfolgte die Gründungsversammlung der Literaturgesellschaft Neues Japan. Weil die damaligen Gründer nur Mitglieder auswählten, die den Angriffskrieg nicht unterstützt hatten, wurden im Zuge der Suche nach Kriegsverantwortung in der zweiten Hälfte der 1950er Jahre einige der Gründer wegen ihrer Einstellung während des Kriegs kritisiert.
Zu Gründungsbeginn gab es Verbindungen zu vielen japanischen Schriftstellern wie Shiga Naoya oder Nogami Yaeko, die auch als unterstützende Mitglieder eingetragen waren, aber zwischen Shiga Naoya und Nakano Shigeharu entstanden Meinungsverschiedenheiten, beispielsweise hinsichtlich der Einstellung zum Tennō, die dazu führten, dass Shiga seine Unterstützung einstellte und sich die Literaturgesellschaft nicht als Organisation etablierte. Es gelang nicht eine breite Mitgliederbasis für die Literaturgesellschaft zu gewinnen.
Die Literaturgesellschaft veröffentlichte die Zeitschrift Shin Nihon Bungaku (新日本文学, dt. „Die Literatur des neuen Japan“). Miyamoto Yurikos in der ersten Ausgabe veröffentlichter Artikel Utagoe yo! Okore (歌声よ、おこれ, dt. „Singstimmen, erhebt euch!“) rief auf zur Gründung einer neuen Demokratischen Literatur im Gegensatz zu jener Literatur, die sich während des Kriegs zurückgezogen hatte. Daraufhin verbesserte sich die Stimmung der Nachkriegs-Arbeiterbewegung und neue Schriftsteller kamen in der Literaturgesellschaft zusammen wie Noma Hiroshi, der die Studentenbewegung vor dem Krieg erlebt hatte, oder Ozawa Kiyoshi, der aus dem Arbeitermilieu stammte. Außerdem traten der Literaturgesellschaft auch Autoren bei wie Hirano Ken, Honda Shūgo oder Odakiri Hideo von der Zeitschrift Kindai Bungaku (近代文学, dt. „Moderne Literatur“).

### Richtlinienzwiste
1950 war die Literaturgesellschaft beeinflusst vom sogenannten „50er-Problem“, bei dem sich die Kommunistische Partei Japans wegen ihrer politischen Richtlinie spaltete. Tokunaga Sunao veröffentlichte die Zeitschrift Jinmin Bungaku (人民文学, dt. „Volksliteratur“), an der sich auch Autoren wie Noma Hiroshi oder Abe Kōbō beteiligten. Die Jinmin Bungaku wurde bald eingestellt und die Mitglieder kehrten wieder zurück zur Literaturgesellschaft, aber weil sich die damalige Shokan-Faktion der KP (Tokuda-Kyūichii-Faktion) in diese Entwicklung einmischte, entstand in der Literaturgesellschaft eine Gruppe, die den Einfluss der KP beseitigen wollte und großen Einfluss auf die Leitung der Literaturgesellschaft ausübte.
Es gab immer mehr Mitglieder, die die in der Literaturgesellschaft entstandenen Meinungsunterschiede mit der Einmischung der KP in Verbindung brachten. Zum Beispiel wurde die 1954 aufgrund unverantwortlicher Finanzwirtschaft erfolgte Entlassung des Chefredakteurs der Shin Nihon Bungaku Hanada Kiyoteru in Verbindung gebracht mit der in der Zeitschrift geführten Auseinandersetzung zwischen Ōnishi Kyojin, der eine wichtige Rolle in der Finanzwirtschaft und Organisation der Gesellschaft innehatte, und Miyamoto Kenji, dem Ehemann der 1951 verstorbenen Miyamoto Yuriko aus der Kokusai-Faktion der KP, der auch selbst Literaturkritiker war, und als Einmischung der Partei in die Literaturgesellschaft angesehen. Nach und nach nahm ein Großteil der Literaturgesellschaft diese Interpretation an, und die Auseinandersetzung mit der KP wurde heftiger. Auch in Zusammenhang mit den Anpo-Protesten von 1960 und dem neuen Parteiprogramm der KP von 1961 wurden die Unterschiede zwischen der Mehrheitsgruppe der Literaturgesellschaft und der von Miyamoto Kenji als Generalsekretär geführten KP deutlich.

### Bruch mit der KP
Vor der 11. Generalversammlung der Literaturgesellschaft (1964) kam es zum endgültigen Bruch mit der KP. In einem Vorstandsbericht an die Generalversammlung veröffentlichte der Generalsekretär Takei Teruo im Voraus einen Entwurf zur Zustimmung zur Ratifizierung des Vertrags zum Verbot von Nuklearwaffentests, der gerade im politischen Mittelpunkt stand. Zudem folgte ihm Kurihara Yukio in der Zeitschrift Shin Nihon Bungaku und rief zur Konfrontation mit der führenden Fraktion der KP, die sich diesem Vertrag widersetzte. Auch für die KP war es ein ernstes Problem für die Vereinheitlichung der Partei, das in Zusammenhang stand mit dem Parteiausschluss von Shiga Yoshio (der danach die Gruppe Nihon no Koe gründete), der sich um die Zustimmung zur Ratifizierung drehte, und ein Kompromiss war nicht möglich.
Daher entfernte die Literaturgesellschaft Eguchi Kan, Shimota Seiji und Nishino Tatsukichi, die während der Generalversammlung versuchten, einen Antrag gegen den Vorstandsbericht einzubringen, sowie Tsuda Takashi, der nach der Generalversammlung öffentlich die Richtlinie kritisiert hatte, und trennte die Verbindung zur KP. Dadurch wurde die Literaturgesellschaft zu einer die KP kritisierenden Gruppe. Die Ausgeschlossenen gründeten im folgenden Jahr das Nihon Minshushugi Bungaku Dōmei (dt. „Bündnis japanischer Demokratischer Literatur“) und bezeichneten sich als Nachfolger der Demokratischen Literatur.

### Niedergang und Auflösung
Nach Abbruch der Beziehungen zur KP plante die Literaturgesellschaft eine Zusammenarbeit mit sozialen Bewegungen aus dem ganzen Land und setzte ihr internationales Engagement fort wie beispielsweise mit dem Asiatisch-Afrikanischen-Schriftstellerverband. Aber weil unter anderem Takei Teruo und Ōnishi Kyojin austraten, wurde die Organisation allmählich schwächer. Es wurde auch schwierig, die Zeitschrift Shin Nihon Bungaku monatlich herauszugeben, manchmal war man zur zweimonatlichen Herausgabe gezwungen. Die Alterung der Mitglieder raubte die Grundlage für ein Fortbestehen der Literaturgesellschaft, und auch eine Verschlechterung der Qualität ihrer Veröffentlichungen wurde deutlich. Schließlich wurde die Literaturgesellschaft Ende 2005 aufgelöst.

## Aktivitäten
Erwähnenswert ist die in Osaka ansässige Literaturschule Osaka. Eine von der Literaturgesellschaft unabhängig gewordene Organisation, aus der zahlreiche Schriftsteller hervorgingen. Darunter Autoren wie die mit dem den Akutagawa-Preis prämierten Tanabe Seiko und Gengetsu, die ins Zentrum der literarischen Welt vorrückten.